# 荔叶杜鹃
荔叶杜鹃（学名：Rhododendron litchiifolium）为杜鹃花科杜鹃花属下的一个种。

## 扩展阅读
- 維基物種上的相關：荔叶杜鹃